# Paideia

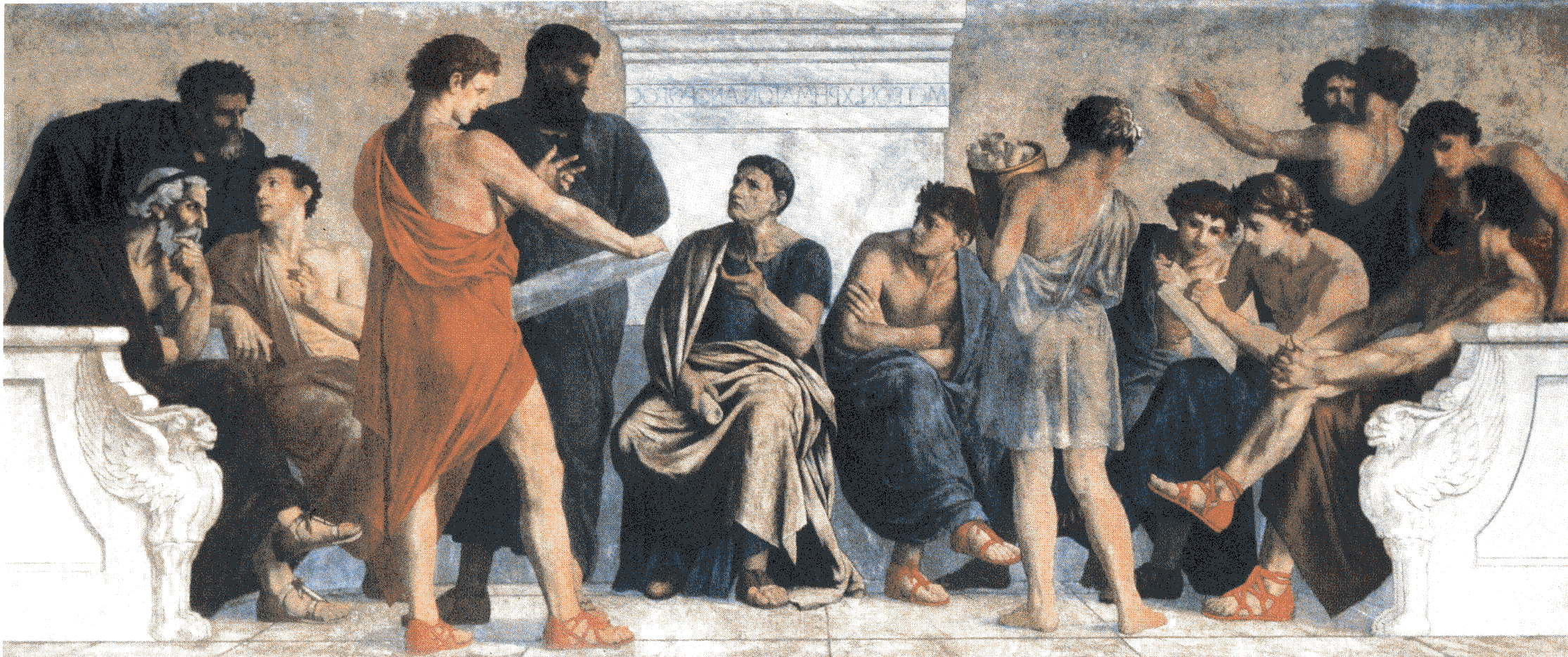
Aristotelova škola, obraz Gustava Spangenberga

Paideia (/paɪˈdeɪə/; řecky: παιδεία) byl způsob výchovy a vzdělávání ve starověkém Řecku. Tento pedagogický systém se později rozšířil do římského světa, kde se mu říkalo humanitas. Paideia měla vštípit aristokratické ctnosti mladým měšťanům. Ideální občan polis měl být všestranný, vytříbený v intelektu, morálně silný a fyzicky zdatný. Vyučované předměty byly praktické i teoretické. Rozvoj mysli měly zajišťovat rétorika, gramatika a matematika, praktické dovednosti medicína a geografie, fyzickou sílu gymnastika a zápas, morální dovednosti byly vštěpovány za pomoci hudby, poezie a filozofie. Paideia, jež měla patrně athénský původ, se rozšířila v celém řecky mluvícím světě, s výjimkou Sparty, která rozvinula svůj vlastní, specifický systém výchovy zvaný agógé. Vývoj paideiy ovlivnili zejména Isokratés a Aristotelés, který ve spisu Politika filozoficky zdůvodnil, proč je důležité, aby výchovu prováděla veřejná instituce a nikoli soukromník, včetně rodiče. Ještě rané křesťanství ctilo model paideiy a formovalo dle něj křesťanské instituce vyššího vzdělání, jako byla křesťanská škola v Alexandrii. Středověk se ale těchto ideálů zřekl. Paidea pak ovlivnila novověké evropské vzdělávací systémy, byť existují i kritici, kteří tyto systémy obviňují z toho, že se řeckému vzoru nepřiblížily dostatečně (např. Mortimer Adler).